# Septembre 2003

## Lundi1erseptembre
- En France, le Corse Marc Simeoni est mis en examen et emprisonné à la prison de la Santé à Paris.
- Mort de Charles Bronson à l’âge de 81 ans des suites d’une pneumonie.

## Mardi 2 septembre
- À Moscou, visite officielle, et considérée comme historique, du prince héritier saoudien Abdallah ben Abdelaziz Al Saoud.
- En Indonésie, condamnation à 4 ans de prison, de Abou Bakar Baachir, chef spirituel présumé de l’organisation islamiste Jamaah Islamiyah.

## Mercredi 3 septembre
- En France :
  - Dans la nuit du 3 au 4, de jeunes nationalistes cadenassent la gendarmerie de Luri en Corse, trois personnes sont arrêtées.
  - Charles Millon, ancien président de la région Rhône-Alpes, qui avait été élu en 1998, grâce à un accord de soutien, avec le Front national, puis qui avait été mis à l’écart par une majorité droite-gauche, est nommé ambassadeur de France auprès de l’Organisation des Nations unies pour l'alimentation et l'agriculture (FAO).
    - Cette nomination dans la perspective des prochaines élections régionales, a pour but de l’éloigner de la région Rhône-Alpes et de minimiser l’impact des millonistes sur cette campagne.
- Le Premier ministre britannique Tony Blair nomme son nouveau directeur de la communication, David Hill (en). Il remplace Alastair Campbell impliqué dans l'affaire Kelly et qui avait démissionné le 29 août 2003.
- Le gouvernement américain demande plus de temps pour détruire les stocks d’armes chimiques. Le Pentagone déclare n’avoir détruit que 23 % de leur stock, contrairement aux 45 % demandés pour 2004 comme le prévoit la convention internationale sur les armes chimiques (CWC) signée en 1997. (Lire l'article du Monde.)
- En Irak :
  - Devant le Conseil de sécurité des Nations unies, le gouvernement américain présente un projet de résolution qui prévoit le déploiement d’une « force multinationale »  de l’ONU sous commandement américain.
  - Le gouvernement polonais accepte de prendre la responsabilité du commandement d’une division multinationale de 9 200 hommes qui seront déployés dans la zone centre-sud de l’Irak.

## Jeudi 4 septembre
- Décès de Lola Bobesco, violoniste belge d’origine roumaine, à l’âge de 82 ans.

## Vendredi 5 septembre
- En Corse, la voiture de Christine Clerc, journaliste au Figaro, est criblée de balles à Tolla. Elle était l’auteur d’un article qui avait soulevé le ressentiment des milieux nationalistes qui le considéraient comme autant d’insultes et de provocations.

## Samedi 6 septembre
- En Palestine :
  - L’armée israélienne bombarde un bâtiment de Gaza dans lequel se trouvait le cheikh Ahmed Yassine, chef spirituel du Hamas, qui est légèrement blessé.
  - Démission du Premier ministre Mahmoud Abbas.

## Dimanche 7 septembre
- Aux États-Unis :
  - Le président George W. Bush demande au Congrès une rallonge budgétaire de 87 milliards de US dollars et lance un appel à tous les alliés afin de surmonter les divergences passées.
  - US Open de tennis : victoires de l'Américain Andy Roddick dans le tournoi masculin, et de la Belge Justine Henin-Hardenne chez les femmes contre une autre Belge.
- En Palestine, Yasser Arafat nomme Ahmed Qoreï Premier ministre de l’Autorité palestinienne. Il était auparavant président du Conseil législatif palestinien.

## Mardi 9 septembre
- Décès d’Edward Teller, physicien, père de la bombe H américaine, « Docteur Folamour ».
- En Inde, visite officielle de Premier ministre israélien Ariel Sharon, axée sur la « lutte contre le terrorisme ».
- En Israël : deux attentats-suicide, le premier devant une base militaire près de Tel-Aviv, et le deuxième dans un café de Jérusalem causent la mort de 15 personnes.

## Mercredi 10 septembre
- À Cancún au Mexique, 5e conférence ministérielle de l'OMC.
  - Un Sud-Coréen se suicide en signe de protestation.
- À Stockholm en Suède, assassinat du ministre des Affaires étrangères Anna Lindh, elle meurt le 11.
- En Indonésie, condamnation à mort de l’islamiste Iman Sanudra, considéré comme le « cerveau » des attentats de Bali du 12 octobre 2002.
- La chaîne qatarie Al Jazeera diffuse une nouvelle vidéo montrant Oussama ben Laden ainsi que l’égyptien Ayman al-Zawahiri considéré comme son second.

## Jeudi 11 septembre
- 30e anniversaire de la mort du président chilien Salvador Allende qui mit fin à ses jours à la suite du coup d’État perpétré par Augusto Pinochet.
- 2e anniversaire de l’attentat du World Trade Center à New York.
- En Israël, le gouvernement adopte le « principe » de l’expulsion de Yasser Arafat.
  - Les gouvernements américain, français, russe, chinois et égyptien s’opposent à ce principe.
- Décès du ministre suédois des Affaires étrangères Anna Lindh, qui a succombé à ses blessures à la suite de l’attentat dont elle a été victime la veille.

## Vendredi 12 septembre
- À l’ONU, vote de la levée des sanctions internationales contre Tripoli, lié au fait qu’un accord de principe semble trouvé entre les familles des victimes de l’attentat de Lockerbie en 1989 contre le DC-10 d’UTA, et la Fondation Kadhafi.
- Au Maroc, les élections municipales sont remportées par les nationalistes de l'Istiqlal, alors que le PJD (Parti de la justice et du développement, islamistes) devient la deuxième force politique du royaume particulièrement bien implanté dans les grandes et moyennes agglomérations.
- Décès de Johnny Cash à Nashville, Tennessee

## Samedi 13 septembre
- En France :
  - Une centaine de nationalistes lancent des cocktails Molotov contre la gendarmerie de Luri en Corse.
  - Le ministre Jean-Paul Delevoye annonce un projet de réforme du mode de rémunération des fonctionnaires, avec comme finalité de favoriser le mérite personnel.

## Dimanche 14 septembre
- En Estonie, référendum estonien sur l'adhésion à l'Union européenne qui voit le « oui » l’emporter avec 66 % des voix.
- En Suède, le référendum sur l’adhésion à l’Euro voit le « non » l’emporter avec 56,61 % des voix.
- Sports :
  - À Berlin, les Championnats d’Europe de volley-ball sont remportés par l’Italie qui bat en finale la France sur le score par 4 manches à 1.
  - À Stockholm, les Championnats d’Europe de basket-ball sont remportés par la Lituanie qui a battu en finale l’Espagne, sur le score de : 93-84. Pour la troisième place qualificative pour les Jeux olympiques, l’Italie bat la France 69-67.
  - Formule 1 : Grand Prix d'Italie.

## Lundi 15 septembre
- Le gouvernement israélien rejette une proposition de trêve de l’Autorité palestinienne.
- Le gouvernement américain met son veto à un projet de résolution de l’ONU destiné à assurer la sécurité de Yasser Arafat.
- Lancement de The Pirate Bay par Gottfrid Svartholm et Peter Sunde

## Mardi 16 septembre
- En France : 
  - Le ministre Jean-Paul Delevoye, reculant devant l’hostilité des syndicats à son projet de réforme du mode de rémunération des fonctionnaires, évoque désormais un dispositif d’intéressement collectif.
  - Le ministre François Fillon annonce le déblocage de 40 millions d’euros pour aider les personnes âgées à mieux se préparer à supporter une prochaine canicule.
  - Dans l'affaire Flactif, famille de cinq personnes, disparue du Grand-Bornand en Haute-Savoie, un voisin David Hotyat avoue être l’auteur du crime.

## Mercredi 17 septembre
- En France :
  - Dans l'affaire Alègre, l’ancienne prostituée « Fanny » revient sur l’accusation de viol qu’elle avait formulée contre l’ancien maire Dominique Baudis.
  - Le ministère des Finances annonce la suppression du Plan d’épargne populaire (PEP) et son remplacement par un Plan d’épargne individuel retraite (PEIR).

## Jeudi 18 septembre
- L’ouragan Isabel aborde les côtes de la Caroline du Nord, puis le 19 remonte vers le nord-ouest causant la mort de 21 personnes.
- En Irak, l’ancien ministre de la Défense Sultan Hashin Ahmed se rend aux forces américaines.

## Vendredi 19 septembre
- Au Maroc, le terroriste français Pierre Robert, surnommé l’« émir aux yeux bleus' » est condamné à la prison à perpétuité. La France avait fait pression pour qu’il ne soit pas condamné à mort.

## Samedi 20 septembre
- En France :
  - La gendarmerie de Propriano en Corse subit un mitraillage des bâtiments d’habitation.
  - Le travesti « Djamel », impliqué comme témoin dans un des aspects de l'affaire Alègre est retrouvé mort dans la chambre d’une clinique de Toulouse.
- À Berlin, sommet à trois entre le chancelier Gerhard Schröder, le Premier ministre Tony Blair et le Président Jacques Chirac, dans le but de rapprocher les points de vue sur les questions européennes, mais maintien des divergences sur la guerre en Irak.
- En Lettonie : référendum sur l’adhésion à l’Union européenne qui voit le « oui » l’emporter avec 67 % des voix.
- En Irak, attentat contre Akila al Hachimi, une des trois femmes siégeant au Conseil intérimaire de gouvernement. Grièvement blessée par balles, elle décédera le 25 septembre.

## Dimanche 21 septembre
- Aux élections régionales en Bavière, la CSU de Edmund Stoiber, ministre-président sortant, obtient 60,7 % des voix et 124 sièges sur 180.
- La sonde américaine Galileo se désintègre dans l’atmosphère de la planète Jupiter après un parcours de 4,3 milliards de kilomètres à travers le système solaire.

## Lundi 22 septembre
- Union européenne : Le nouveau plan français de sauvetage du groupe Alstom est accepté.
- À Bagdad, un nouvel attentat-suicide à la voiture piégée a eu lieu près du siège de l’Organisation des Nations unies : deux morts (dont le kamikaze) et 17 blessés.

## Mercredi 24 septembre
- Le ministre irakien du pétrole Ibrahim Bahr al-Ouloum assiste à la réunion ordinaire de l’OPEP à Vienne. C’est la première fois depuis 1990 qu’un représentant de l’Irak est admis dans cette organisation.

## Jeudi 25 septembre
- En France :
  - L’Institut national de la santé et de la recherche médicale (Inserm) présente un rapport sur la canicule et évalue la surmortalité à 14 802 morts en France (du 1er au 20 août).
  - Le gouvernement français présente son projet de budget pour 2004, avec un déficit de 3,6 % du PIB, au lieu des 3 % maximum exigés par le pacte de stabilité.
    - Le commissaire européen Pedro Solbes menace la France de sanctions, si le projet est confirmé avec un tel dépassement.
    - Le lendemain, le porte-parole de l'Union européenne se montre plus conciliant.
- Le secrétaire général de l’ONU Kofi Annan annonce une réduction des effectifs de l’organisation à Bagdad.

## Vendredi 26 septembre
- En France :
  - Le décès de Vincent Humbert, tétraplégique, relance le débat sur l’euthanasie. Il avait écrit le livre Je vous demande le droit de mourir, et sa mère s’accuse d’avoir pratiqué l’acte d’euthanasie.
  - À La Ciotat dans les Bouches-du-Rhône, le principal du collège Virebelle est poignardé à mort sur un parking, relançant le débat sur la sécurité dans les établissements scolaires.

## Dimanche 28 septembre
- Depuis la base spatiale de Kourou en Guyane, une fusée Ariane 5, porteuse de la mini-sonde européenne Smart-I, a été lancée. Cette sonde a comme mission l’étude de la Lune pour tenter d’en découvrir les derniers secrets.
- L’Italie connaît une importante panne de courant. La quasi-totalité du pays, à l’exception de la Sardaigne, est privée d’électricité pendant une bonne partie de la journée. Cette défaillance qui a fait chuter tout le réseau, tel un château de cartes, serait due à une panne de liaison avec la France et la Suisse. L’Italie est importatrice nette d’électricité à raison de 25 % de sa consommation
- Décès à New York du cinéaste Elia Kazan à l’âge de 94 ans.

## Lundi 29 septembre
- En France, ouverture du procès dans l'affaire des emplois fictifs de la mairie de Paris de l’ancien parti RPR, devant le tribunal correctionnel de Nanterre dans les Hauts-de-Seine. Ce procès concerne 27 prévenus dont l’ancien Premier ministre et actuel président de l’UMP, Alain Juppé.
- Absent de l'UNESCO depuis 1984, les États-Unis, représentés par Laura Bush, épouse du Président, sont réintégrés dans l’organisation, lors d’une cérémonie protocolaire à son siège à Paris.

## Mardi 30 septembre 2003
- Union européenne : Les deux compagnies aériennes Air France et KLM annoncent leur fusion pour créer le groupe n° 1 mondial (quant au chiffre d’affaires) dans le transport aérien.

## Naissances
- 3 septembre : Eileen Gu, skieuse acrobatique, plus jeune triple médaillée des Jeux olympiques d'hiver
- 4 septembre : 
  - Markus Björkqvist, footballeur suédois.
  - Pape Demba Diop, footballeur sénégalais.
  - Malcolm Ebiowei, footballeur anglais.
- 7 septembre : Kristian Arnstad, footballeur norvégien.
- 9 septembre : Niko Sigur, footballeur canadien.
- 10 septembre : Carissa Yip, joueuse d'échecs américaine
- 13 septembre : Sebastian Kóša, footballeur slovaque
- 15 septembre : 
  - Warren Bondo, footballeur français
  - Nikola Jojić, footballeur serbe
- 18 septembre : 
  - Aidan Gallagher, acteur américain
  - Luke Mbete, footballeur anglais
- 26 septembre : Isaac Price, footballeur nord-irlandais
- 30 septembre : 
  - Alberto Moleiro, footballeur espagnol
  - Bella Ramsey, actrice britannique

## Décès
- 28 septembre : Elia Kazan, réalisateur, metteur en scène de théâtre et écrivain américain d'origine grecque (7 septembre 1909).